# 1291 Phryne
1291 Phryne è un asteroide della fascia principale del diametro medio di circa 26,78 km. Scoperto nel 1933, presenta un'orbita caratterizzata da un semiasse maggiore pari a 3,0142981 UA e da un'eccentricità di 0,0889280, inclinata di 9,11761° rispetto all'eclittica.
Il suo nome è dedicato a Frine, un'etera dell'antica Grecia famosa per la sua bellezza, utilizzata come modella per l'Afrodite cnidia di Prassitele.